# Fertigbecken

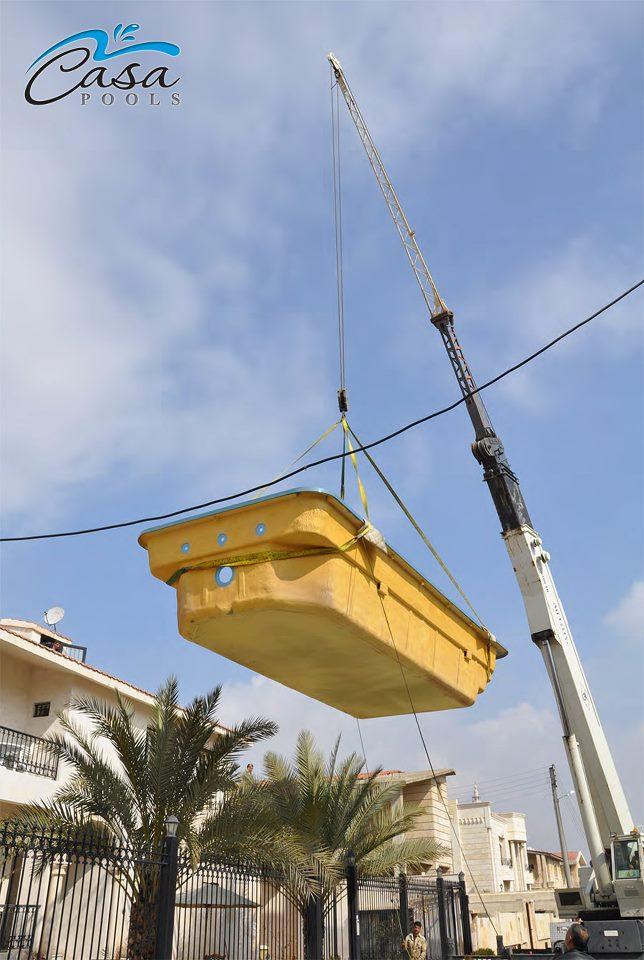
Ein Fahrzeugkran hebt ein GFK-Pool-Fertigbecken in einen Garten

Ein Fertigbecken, auch Teichwanne oder Fertigteich genannt, ist ein durch Urformen von Thermoplasten (wie etwa Spritzpressen oder Thermoformen, vulgo „Tiefziehen“) oder glasfaserverstärkten Kunststoffen (GFK) hergestellte kompakte Wanne, die als künstlicher Gartenteich oder Swimming Pool in den Untergrund eingegraben wird. Gelegentlich werden auch Aufstellbecken, die als Schwimmbecken, Planschbecken oder zur Trinkwasserspeicherung genutzt werden, als Fertigbecken angeboten. 
Ein Fertigbecken steht im Gegensatz zu einem Folienteich, der durch Auslegen von Teichfolien hergestellt wird.

## Geschichte

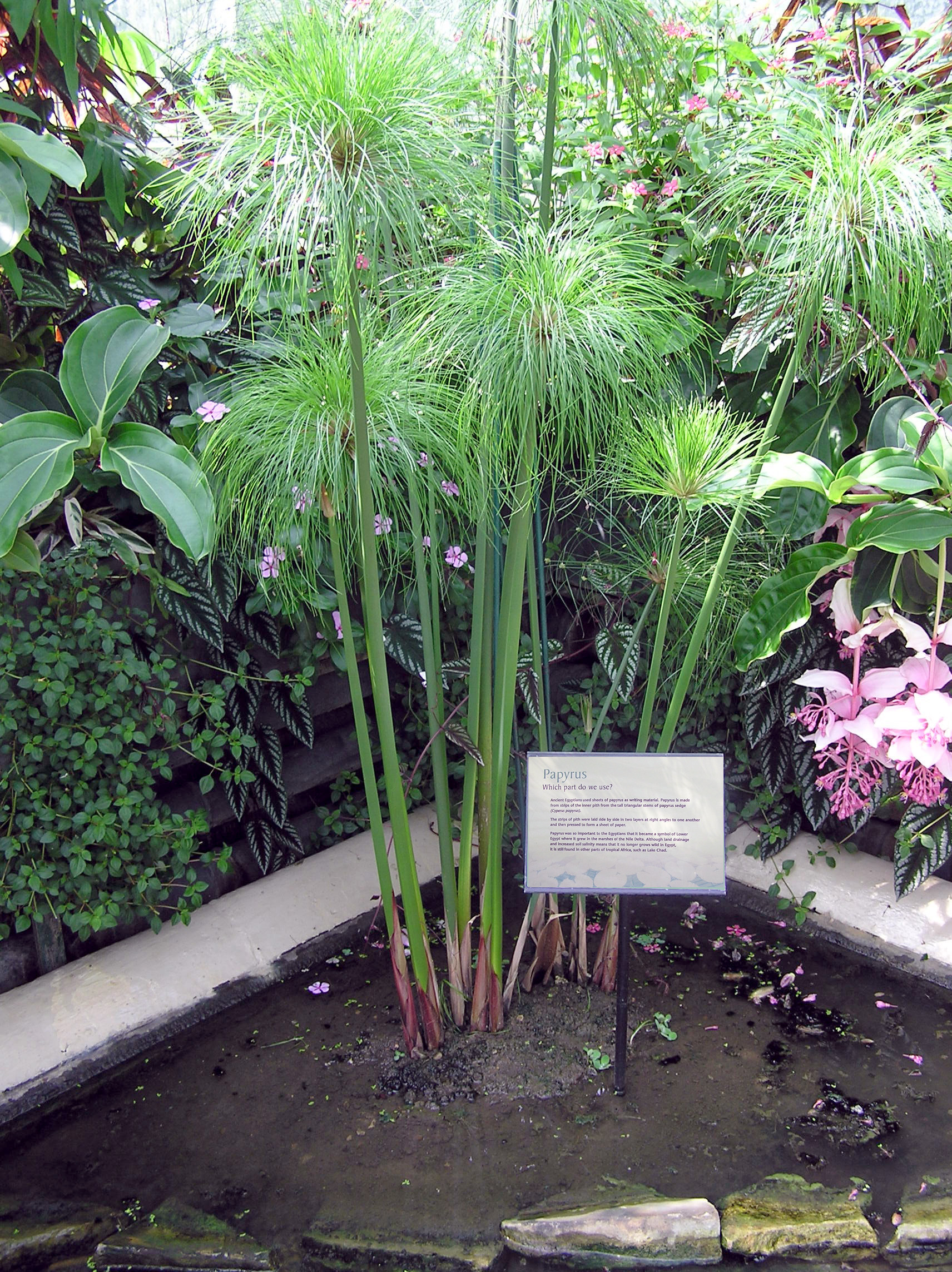
Mit Gussasphalt abgedichtetes älteres Betonbecken in den Royal Botanic Gardens (Kew), London

Wasserbassins wurden anfangs aus Steinen und Beton hergestellt, später mit Pech oder Gussasphalt abgedichtet, kleine Gartenteiche wurden anfangs aus glasfaserverstärkten Kunststoffen (GFK) errichtet.

## Material
Für Fertigbecken werden heutzutage harte, stabile Kunststoffe verwendet, beispielsweise Polyethylen(HD), Hart-PVC oder GFK, für Aufstellbecken auch Teichfolien.
Tiefgezogene Becken haben aufgrund des Fertigungsverfahrens unterschiedliche Schichtdicken, wodurch leicht Leckagen entstehen können. Eine Mindestschichtdicke sollte garantiert sein.